# Jemeni gazella
A jemeni gazella (Gazella bilkis) az emlősök (Mammalia) osztályának párosujjú patások (Artiodactyla) rendjébe, ezen belül a tülkösszarvúak (Bovidae) családjába és az antilopformák (Antilopinae) alcsaládjába tartozó kihalt faj.

## Tudnivalók
Tudományos nevében a bilkis tag Sába királynőjének arab nevét (Bilkísz) örökíti meg.
Újabb, szaúdi genetikai kutatások megkérdőjelezik különállását, egyesek pedig a csak egyetlen példányáról ismert, rendszertanát tekintve szintén bizonytalan besorolású arab gazella (Gazella arabica) alfajának tekintik.
A faj mindössze öt Chicagóban őrzött példányról ismert, amiket 1951-ben gyűjtöttek be a jemeni Taizz környékén, ahol akkor állítólag gyakori volt. 1-3 egyedből álló kis csapatokban élt az 1230–2150 méteres tengerszint feletti magasságon, kutyatejfélék (Euphorbia) borította hegyoldalakban. Az 1950-es évek óta nem láttak gazellát Taizz vidékén, valószínűsíthetően a túlzott vadászat következtében pusztult ki az állomány.